# İnegöl Belediyespor ve Gençlik Kulübü 2014-2015
Questa voce raccoglie le informazioni riguardanti l'İnegöl Belediyespor ve Gençlik Kulübü nelle competizioni ufficiali della stagione 2014-2015.

## Organigramma societario
Area direttiva
- Presidente: Alinur Aktaş

Area tecnica
- Allenatore: Bahadır Aksoy
- Allenatore in seconda: Ertuğrul Erdoğan

## Rosa
| N° | Nome                 | Ruolo | Data di nascita  | Nazionalità sportiva |
| -- | -------------------- | ----- | ---------------- | -------------------- |
| 1  | Ashlei Nemer         | S     | 26 novembre 1980 | Brasile              |
| 2  | Raydel Poey          | O     | 20 febbraio 1982 | Cuba                 |
| 3  | Ersin Durgut         | O     | 4 agosto 1982    | Turchia              |
| 5  | Kert Toobal          | P     | 3 giugno 1979    | Estonia              |
| 6  | Taner Kabakçı        | C     | 28 aprile 1989   | Turchia              |
| 7  | İsmail Dindar        | S     | 3 febbraio 1994  | Turchia              |
| 8  | Özer Özger           | L     | 1º luglio 1983   | Turchia              |
| 10 | Fırat Filiz          | S     | 29 ottobre 1988  | Turchia              |
| 11 | Çağlar Aksoy         | P     | 13 luglio 1984   | Turchia              |
| 12 | Ismael Fernández     | S     | 2 dicembre 1988  | Cuba                 |
| 12 | Tunç Ayhan           | O     | 27 ottobre 1993  | Turchia              |
| 13 | Görkem Sertel        | C     | 27 ottobre 1992  | Turchia              |
| 14 | Kadir Akyıldız       | S     | 15 febbraio 1996 | Turchia              |
| 15 | Cansın Hacıbekiroğlu | C     | 12 luglio 1987   | Turchia              |
| 16 | Esat Dalgıç          | S     | 1º gennaio 1988  | Turchia              |
| 17 | Hakan Ünsün          | C     | 28 gennaio 1982  | Turchia              |
| 18 | Jassim Al Nabhan     | S     | 17 gennaio 1983  | Bahrein              |

## Mercato
| Acquisti | Acquisti             | Acquisti             | Acquisti   |
| R.       | Nome                 | da                   | Modalità   |
| -------- | -------------------- | -------------------- | ---------- |
| O        | Raydel Poey          | Sichuan              | definitivo |
| O        | Ersin Durgut         | Maliye Milli Piyango | definitivo |
| P        | Kert Toobal          | Gümüşhane Torul      | definitivo |
| C        | Taner Kabakçı        | Sivas Dört Eylül     | definitivo |
| S        | İsmail Dindar        | Arkas                | definitivo |
| S        | Fırat Filiz          | Galatasaray          | definitivo |
| P        | Çağlar Aksoy         | Şahinbey             | definitivo |
| S        | Ismael Fernández     | Al-Ain               | definitivo |
| C        | Görkem Sertel        | Tofaş                | definitivo |
| S        | Kadir Akyıldız       | İstanbul BB          | definitivo |
| C        | Cansın Hacıbekiroğlu | Galatasaray          | definitivo |
| S        | Ashlei Nemer         | -                    | definitivo |
| O        | Tunç Ayhan           | İstanbul BB          | definitivo |
| S        | Jassim Al Nabhan     | Şahinbey             | definitivo |

| Cessioni | Cessioni            | Cessioni             | Cessioni   |
| R.       | Nome                | a                    | Modalità   |
| -------- | ------------------- | -------------------- | ---------- |
| S        | Murat Aslan         | Trabzonspor          | definitivo |
| L        | Beytullah Hatipoğlu | Tofaş                | definitivo |
| S        | Jan Willem Snippe   | Saint-Nazaire        | definitivo |
| C        | İbrahim Akşeker     | Galatasaray          | definitivo |
| C        | Salih Bircan        | -                    | ritirato   |
| P        | Caner Pekşen        | İstanbul BB          | definitivo |
| O        | Nemanja Božić       | Trabzonspor          | definitivo |
| P        | Hakan Kızılöz       | Isparta              | definitivo |
| C        | Mehmet Bircan       | Niksar               | definitivo |
| S        | Ender Kıdoğlu       | Maliye Milli Piyango | definitivo |
| O        | Volkan Güç          | -                    | ritirato   |
| S        | Ismael Fernández    | -                    | ritirato   |
| O        | Raydel Poey         | Piacenza             | definitivo |

## Risultati

### Voleybol 1. Ligi

#### Regular season

##### Andata
| 1ª giornata - 19 ottobre 2014 İnegöl Kapalı Spor Salonu, İnegöl        | İnegöl               | 3 - 0 | Palandöken      | 25-22, 25-16, 25-14               |
| 2ª giornata - 26 ottobre 2014 Başkent Voleybol Salonu, Ankara          | Ziraat Bankası       | 3 - 1 | İnegöl          | 25-20, 25-27, 25-20, 25-19        |
| 3ª giornata - 29 ottobre 2014 İnegöl Kapalı Spor Salonu, İnegöl        | İnegöl               | 0 - 3 | Arkas           | 16-25, 20-25, 21-25               |
| 4ª giornata - 1º novembre 2014 Başkent Voleybol Salonu, Ankara         | Maliye Milli Piyango | 3 - 1 | İnegöl          | 25-21, 25-18, 17-25, 25-18        |
| 5ª giornata - 9 novembre 2014 İnegöl Kapalı Spor Salonu, İnegöl        | İnegöl               | 1 - 3 | Beşiktaş        | 24-26, 25-23, 18-25, 26-28        |
| 6ª giornata - 16 novembre 2014 Burhan Felek Spor Salonu, Istanbul      | İstanbul BB          | 3 - 0 | İnegöl          | 25-15, 25-22, 25-10               |
| 7ª giornata - 23 novembre 2014 İnegöl Kapalı Spor Salonu, İnegöl       | İnegöl               | 3 - 1 | Gümüşhane Torul | 23-25 25-14 25-22 25-20           |
| 8ª giornata - 30 novembre 2014 Karataş Şahinbey Spor Salonu, Gaziantep | Şahinbey             | 2 - 3 | İnegöl          | 26-24, 25-15, 20-25, 23-25, 15-17 |
| 9ª giornata - 7 dicembre 2014 İnegöl Kapalı Spor Salonu, İnegöl        | İnegöl               | 1 - 3 | Halkbank        | 25-23, 19-25, 25-27, 19-25        |
| 10ª giornata - 14 dicembre 2014 Burhan Felek Spor Salonu, Istanbul     | Galatasaray          | 3 - 2 | İnegöl          | 20-25, 21-25, 25-20, 25-21, 15-11 |
| 11ª giornata - 21 dicembre 2014 İnegöl Kapalı Spor Salonu, İnegöl      | İnegöl               | 0 - 3 | Fenerbahçe      | 18-25, 15-25, 21-25               |

##### Ritorno
| 12ª giornata - 10 gennaio 2015 Recep Tayyip Erdoğan Spor Salonu, Erzurum | Palandöken      | 3 - 0 | İnegöl               | 25-21, 25-18, 25-19               |
| 13ª giornata - 17 gennaio 2015 İnegöl Kapalı Spor Salonu, İnegöl         | İnegöl          | 1 - 3 | Ziraat Bankası       | 17-25, 21-25, 25-23, 21-25        |
| 14ª giornata - 24 gennaio 2015 İzmir Atatürk Spor Salonu, Smirne         | Arkas           | 3 - 0 | İnegöl               | 25-19, 25-13, 25-18               |
| 15ª giornata - 31 gennaio 2015 İnegöl Kapalı Spor Salonu, İnegöl         | İnegöl          | 0 - 3 | Maliye Milli Piyango | 16-25, 18-25, 19-25               |
| 16ª giornata - 8 febbraio 2015 BJK Akatlar Arena, Istanbul               | Beşiktaş        | 3 - 0 | İnegöl               | 25-22, 25-19, 25-20               |
| 17ª giornata - 14 febbraio 2015 İnegöl Kapalı Spor Salonu, İnegöl        | İnegöl          | 2 - 3 | İstanbul BB          | 26-24, 23-25, 28-26, 16-25, 19-21 |
| 18ª giornata - 21 febbraio 2015 Torul Spor Salonu ve Cim Saha, Gümüşhane | Gümüşhane Torul | 3 - 2 | İnegöl               | 18-25, 16-25, 25-17, 25-23, 20-18 |
| 19ª giornata - 28 febbraio 2015 İnegöl Kapalı Spor Salonu, İnegöl        | İnegöl          | 2 - 3 | Şahinbey             | 25-23, 23-25, 26-24, 24-26, 13-15 |
| 20ª giornata - 7 marzo 2015 Başkent Voleybol Salonu, Ankara              | Halkbank        | 3 - 0 | İnegöl               | 25-16, 25-21, 25-20               |
| 21ª giornata - 14 marzo 2015 İnegöl Kapalı Spor Salonu, İnegöl           | İnegöl          | 2 - 3 | Galatasaray          | 25-22, 23-25, 25-22, 23-25, 13-15 |
| 22ª giornata - 21 marzo 2015 Burhan Felek Spor Salonu, Istanbul          | Fenerbahçe      | 3 - 2 | İnegöl               | 21-25, 25-16, 22-25, 25-18, 15-13 |

#### Play-out
| 1ª giornata - 29 marzo 2015 Başkent Voleybol Salonu, Ankara | Palandöken      | 2 - 3 | İnegöl          | 25-23, 22-25, 25-21, 20-25, 12-15 |
| 2ª giornata - 30 marzo 2015 Başkent Voleybol Salonu, Ankara | İnegöl          | 3 - 0 | Şahinbey        | 25-18, 25-22, 25-17               |
| 3ª giornata - 31 marzo 2015 Başkent Voleybol Salonu, Ankara | İnegöl          | 3 - 0 | Gümüşhane Torul | 25-15, 25-16, 27-25               |
| 4ª giornata - 5 aprile 2015 Yakup Kılıç Spor Salonu, Elâzığ | Gümüşhane Torul | 0 - 3 | İnegöl          | 15-25, 20-25, 15-25               |
| 5ª giornata - 6 aprile 2015 Yakup Kılıç Spor Salonu, Elâzığ | Şahinbey        | 3 - 2 | İnegöl          | 25-22, 25-18, 21-25, 25-27, 15-12 |
| 6ª giornata - 7 aprile 2015 Yakup Kılıç Spor Salonu, Elâzığ | İnegöl          | 3 - 1 | Palandöken      | 19-25, 25-22, 25-21, 25-13        |

### Coppa di Turchia

#### Fase a eliminazione diretta
| Quarti di finale (andata) - 26 novembre 2014 İnegöl Kapalı Spor Salonu, İnegöl | İnegöl   | 0 - 3 | Halkbank | 23-25, 22-25, 26-28 |
| Quarti di finale (ritorno) - 24 febbraio 2014 Başkent Voleybol Salonu, Ankara  | Halkbank | 3 - 0 | İnegöl   | 25-18, 25-14, 25-18 |

## Statistiche

### Statistiche di squadra
| Competizione     | Punti | In casa | In casa | In casa | In trasferta | In trasferta | In trasferta | Totale | Totale | Totale |
| Competizione     | Punti | G       | V       | P       | G            | V            | P            | G      | V      | P      |
| ---------------- | ----- | ------- | ------- | ------- | ------------ | ------------ | ------------ | ------ | ------ | ------ |
| Voleybol 1. Ligi | 15    | 11      | 2       | 9       | 11           | 1            | 10           | 28     | 8      | 20     |
| Coppa di Turchia | -     | 1       | 0       | 1       | 1            | 0            | 1            | 2      | 0      | 2      |
| Totale           | -     | 12      | 2       | 10      | 12           | 1            | 11           | 30     | 8      | 22     |

G = partite giocate; V = partite vinte; P = partite perse

### Statistiche dei giocatori
| Giocatore        | Voleybol 1. Ligi | Voleybol 1. Ligi | Voleybol 1. Ligi | Voleybol 1. Ligi | Voleybol 1. Ligi | Coppa di Turchia | Coppa di Turchia | Coppa di Turchia | Coppa di Turchia | Coppa di Turchia | Totale | Totale | Totale | Totale | Totale |
| Giocatore        | P                | PT               | AV               | MV               | BV               | P                | PT               | AV               | MV               | BV               | P      | PT     | AV     | MV     | BV     |
| ---------------- | ---------------- | ---------------- | ---------------- | ---------------- | ---------------- | ---------------- | ---------------- | ---------------- | ---------------- | ---------------- | ------ | ------ | ------ | ------ | ------ |
| Ç. Aksoy         | 23               | 15               | 7                | 2                | 6                | 2                | 3                | 1                | 0                | 2                | 25     | 18     | 8      | 2      | 8      |
| K. Akyıldız      | 6                | 2                | 2                | 0                | 0                | 2                | 0                | 0                | 0                | 0                | 8      | 2      | 2      | 0      | 0      |
| J. Al Nabhan     | 17               | 182              | 162              | 16               | 4                | 1                | 4                | 4                | 0                | 0                | 18     | 186    | 166    | 16     | 4      |
| T. Ayhan         | 8                | 4                | 4                | 0                | 0                | 1                | 2                | 2                | 0                | 0                | 9      | 6      | 6      | 0      | 0      |
| E. Dalgıç        | 18               | 49               | 39               | 9                | 1                | 2                | 4                | 4                | 0                | 0                | 20     | 53     | 43     | 9      | 1      |
| İ. Dindar        | 4                | 3                | 3                | 0                | 0                | 1                | 0                | 0                | 0                | 0                | 5      | 3      | 3      | 0      | 0      |
| E. Durgut        | 24               | 230              | 203              | 23               | 4                | 2                | 20               | 15               | 5                | 0                | 26     | 250    | 218    | 28     | 4      |
| I. Fernández     | 8                | 87               | 78               | 4                | 5                | 1                | 7                | 6                | 1                | 0                | 9      | 94     | 84     | 5      | 5      |
| F. Filiz         | 25               | 256              | 218              | 25               | 13               | 2                | 11               | 10               | 1                | 0                | 27     | 267    | 228    | 26     | 13     |
| C. Hacıbekiroğlu | 28               | 181              | 107              | 67               | 7                | 2                | 6                | 5                | 1                | 0                | 30     | 187    | 112    | 68     | 7      |
| T. Kabakçı       | 27               | 147              | 105              | 29               | 13               | 2                | 9                | 7                | 1                | 1                | 29     | 156    | 112    | 30     | 14     |
| A. Nemer         | 17               | 128              | 101              | 16               | 11               | 1                | 0                | 0                | 0                | 0                | 18     | 128    | 101    | 16     | 11     |
| Ö. Özger         | 28               | 0                | 0                | 0                | 0                | 2                | 0                | 0                | 0                | 0                | 30     | 0      | 0      | 0      | 0      |
| R. Poey          | 4                | 87               | 76               | 2                | 9                | -                | -                | -                | -                | -                | 4      | 87     | 76     | 2      | 9      |
| G. Sertel        | 26               | 68               | 57               | 5                | 6                | 2                | 11               | 7                | 2                | 2                | 28     | 79     | 64     | 7      | 8      |
| K. Toobal        | 28               | 101              | 46               | 39               | 16               | 2                | 1                | 1                | 0                | 0                | 30     | 102    | 47     | 39     | 16     |
| H. Ünsün         | 23               | 58               | 31               | 22               | 5                | 1                | 2                | 0                | 2                | 0                | 24     | 60     | 31     | 24     | 5      |

P = presenze; PT = punti totali; AV = attacchi vincenti; MV = muri vincenti; BV = battute vincenti